# روزاریو رامپانتی
روزاریو رامپانتی (ایتالیایی: Rosario Rampanti؛ زادهٔ ۱۳ مارس ۱۹۴۹) بازیکن فوتبال اهل ایتالیا است.
از باشگاه‌هایی که در آن بازی کرده‌است می‌توان به باشگاه فوتبال تورینو، باشگاه فوتبال بولونیا، باشگاه فوتبال برشا، باشگاه فوتبال پیزا، باشگاه فوتبال ناپولی، و باشگاه فوتبال اسپال اشاره کرد.